# Kim Rhode
Kimberly Susan Rhode (16 de julho de 1979) é uma atiradora esportiva estadunidense, bicampeã olímpica de tiro esportivo dos Estados Unidos. Kim Rhode é uma recordista no tiro ao obter seis medalhas em seis Olimpíadas consecutivas. Rhode é especialista nas provas de skeet e fossa dupla.

## Carreira

### Londres 2012
Em 2012, durante os Jogos Olímpicos de Londres, conquistou a medalha de ouro na categoria skeet.

### Rio 2016
Na prova do skeet feminino, conquistou a medalha de bronze.